# Almindelig skægagame
 Der er for få eller ingen kildehenvisninger i denne artikel, hvilket er et problem. Du kan hjælpe ved at angive troværdige kilder til de påstande, som fremføres i artiklen.

Almindelig skægagame (Pogona vitticeps) er australske agamer, som var tæt på at blive udryddet.[kilde mangler] Australierne sendte nogen ud til forskellige lande rundt i verden og skægagamen er nu blevet et forholdsvis almindeligt hobbydyr.[kilde mangler]  Det er mest for børn mellem 10-15 år, fordi de er så nemme at passe og er meget rolige og kan sagtens blive holdt, hvis man passer den godt.[kilde mangler]

## Fodring
Voksne skægagamer skal fodres 4-6 gange om ugen med frugt, grønt og insekter, som f.eks. melorme og fårekyllinger, men de skal helst have en dag uden mad. Unger derimod skal fodres op til 3 gange om dagen, primært med insekter, fordi de ikke gider spise frugt og grønt, fordi de vokser så hurtigt.[kilde mangler]

## Pasning
Skægagamer spiser ca 70-80% frugt og grønt hvilket betyder de genererer en forholdsvis stor mængde afføring, så man skal rense deres bur/terrarium 3 gange om måneden. Rengøringen er dog forholdsvis let. Skægagamer må aldrig fodres med iceberg salat, da de ikke kan tåle det.[kilde mangler] De kan også godt lide et godt bad engang imellem. De kan opnå en alder på 10-12 år.[kilde mangler]